# Danh sách vua Java
Dưới đây là danh sách các vua đảo Java và đảo Madura liền kề thuộc Indonesia. Danh sách bao gồm cả các tiểu quốc từ thời đầu lịch sử thành văn. Một số vị trong danh sách này vẫn tiếp tục được giữ vương hiệu khi Indonesia giành độc lập vào năm 1949.

### Vua của Jawadwipa
- Diao bian (Dewawarman?) (toàn thịnh: 132)

### Các vua củaTarumanagara
- Pinabahu (thế kỷ 4/5)
- Purnawarman (đầu thế kỷ 5) [cháu nội?]
- Po tuo jia (toàn thịnh: 424)
- Dwarawarman (?) (toàn thịnh: 435)

### Các vua củaSunda
- Jayabhupati (toàn thịnh: 1030)
- Prabu Maharaja Wangsa (?-1357)
- Hyang Bunisora (nhiếp chính: 1357-?)
- Prabu Niskalawastu Kancana [con trai của Prabu Maharaja Wangsa]
- Rahyang Dewa Niskala [con trai]
- Sang Ratu Jayadewata (toàn thịnh: 1433?) [con trai]
- Prabu Surawisesa
- Prabu Ratudewata
- Sang Ratu Saksi
- Tohaan di Majaya
- Nusiya Mulya (khoảng: 1559/67-1579)
- Vương quốc Sunda bị tiêu diệt bởi Hồi quốc Banten

### Các vua củaJavacổ
- Xi mo (nữ hoàng, toàn thịnh năm 674)
- Sanna (khoảng: 700)
- Sanjaya (Rahyangta i Hara?) (toàn thịnh: 732) [cháu, con anh chị]
- Rakai Panangkaran (746-784)
- Rakai Panunggalan (784-803)
- Rakai Warak Dyah Manara (803-827)
- Dyah Gula (827-828)
- Rakai Patapan (828-847)
- Rakai Pikatan (847-855)
- Kayuwangi Dyah Lokapala (855-885)
- Dyah Tagwas (885)
- Rake Panumwangan Dyah Dewendra (885-887)
- Rake Gurunwangi Dyah Bhadra (887)
- Rake Wungkal Humalang Dyah Jbang (894-898)
- Rake Watukara, Balitung (898-khoảng 910) [con trai?]
- Rake Hino, Daksa (toàn thịnh: 913-915) [anh rể?]
- Rakai Layang, Tulodong (toàn thịnh: 919-921) [con trai của Balitung]
- Rake Pangkaya, Wawa (toàn thịnh: 927-928)
- Rake Hino, Sindok (toàn thịnh: 929-947) [cháu nội của Daksa?]
- Śri Iśanatunggawijaya (thế kỷ 10) [con trai]
- Makutawamśa Anantawikrama (?-khoảng 991) [con trai]
- Dharmawamśa Anantawikrama (khoảng: 991-1006) [con trai?]
- Airlangga 1019-1042; chết 1049 [con rể]
- Vương quốc Java bị chia thành 2 vương quốc: Janggala và Kediri

### Các vua củaŚailendra
- Bhanu (toàn thịnh: 732)
- Wishnu, Dharmatungga (trước 775-782) [con trai?]
- Indra, Sangramadhanamjaya (782?-812?) [con trai?]
- Samaratungga (812?-832?) [con trai]
- Balaputradewa (khoảng: 832-855) [con trai]
- Vương triều này tiếp tục cai trị Śriwijaya ở Sumatra

### Các vua củaĐông Javacổ
- Dewasimha (thế kỷ 7 hoặc 8)
- Gajayana (thế kỷ 8) [con trai]
- A[...]nana (toàn thịnh: 760) [cháu nội]

### Các vua củaJanggala
- Mapanji Garasakan (1042-1052) [con trai của Airlangga]
- Mapanji Alanjung Ahyes (1052-khoảng 1059) [anh]
- Samarotsaha (toàn thịnh: 1059) [anh]

### Các vua củaKediri
- Samarawijaya (1042-?) [con trai của Airlangga]
- Jayawarsa (toàn thịnh: 1104)
- Bameśwara (toàn thịnh: 1117-1130)
- Jayabhaya (toàn thịnh: 1135-1157)
- Sarwweśwara (toàn thịnh: 1159-1161)
- Aryyeśwara (toàn thịnh: 1171-1174?)
- Kroncaryyadipa, Gandra (toàn thịnh: 1181)
- Kameśwara (toàn thịnh: 1182?-1185)
- Kertajaya, Dangdang Gendis (trước 1194-1222)
- Kediri được kế tiếp bởi Singasari 1222-1292
- Jayakatwang (1292-1293)

### Các vua củaSingasari
- Ken Angrok, Rajasa (1222-1227)
- Anuśapati, Panji Anengah (1227-1248) [con riêng của vợ]
- Panji Tohjaya (1248) [con trai của Ken Angrok]
- Ranggawuni, Wisnuwardhana (1248-1268) [con trai của Anuśapati]
- Kertanagara, Siwabuddha (1268-1292) [con trai]
- Jayakatwang (tiếm ngôi 1292-1293)
- Singasari trở thành Majapahit

### Các vua củaMajapahit
- Kertarajasa (Raden Wijaya) (1294-1309)
- Jayanagara (Kala Gemet) (1309-1328) [con trai]
- Tribhuwana Wijayatunggadewi (1328-1350) [sister]
- Rajasanagara (Hayam Wuruk) (1350-1389) [con trai]
- Wikramawardhana (Bhre Hyang Wiśesa) (1390-1429) [cháu, con anh chị]
- Suhita (1429-1447) [con gái]
- Kertawijaya (Wijayaparakramawardhana) (1447-1451) [anh]
- Rajasawardhana (Sinagara) (1451-1453) [con trai]
- Giriśawardhana (Hyang Purwawiśesa) (1456-1466) [anh]
- Singhawikramawardhana (Bhre Pandan Salas) (1466-1478) [anh]
- Girindrawardhana Ranawijaya (toàn thịnh: 1486)
- Bhatara Wijaya (toàn thịnh: 1513) [cháu nội của Rajasawardhana]
- Patih Udara (toàn thịnh: 1516) [người thuộc dòng họ quan lại]
- Majapahit bị Hồi quốc Demak tiêu diệt

### Các vua củaBlambangan
- Mas Sembar
- Bima Koncar [con trai]
- Menak Pentor (toàn thịnh: 1513) [con trai]
- Menak Pangseng [con trai]
- Menak Pati [con trai]
- N.N. (Santa Guna?) (?-1585/88)
- N.N. (toàn thịnh: 1588)
- N.N. (?-1597) [con trai]
- Mas Karian (?-1632; chết 1633)
- Sunan Tawangalun I (Singasari?) (1632-1639?) [hậu duệ của Bima Koncar]
- Sunan Tawangalun II (1646-1691) [con trai]
- Senapati (1691) [con trai]
- Mancanagara (1691-1692) [anh]
- Mancanapura (Dalem Agung) (1692-1697) [anh]
- Pangeran Putra (Danureja) (1697-1736) [con trai của Senapati]
- Danuningrat (1736-1763; chết 1766) [con trai]
- Pangeran Wilis (1767-1768) [anh]
- Blambangan bị Công ty Đông Ấn Hà Lan xâm lược

### Các hồi vương củaHồi quốc Demak
- Pate Rodim I (Arya Sumangsang) (cuối thế kỷ 15-1504?)
- Pate Rodim II (Arya Trenggana) (khoảng: 1504-1518) [con trai]
- Pate Unus (khoảng: 1518-1521) [anh rể]
- Pate Rodim II (Arya Trenggana) (lần thứ hai, khoảng 1521-1546)
- Sunan Prawata (khoảng: 1546-1549) [con trai]
- Pangeran Kediri (khoảng: 1549-?) [cháu, con của anh chị]
- Pangeran Mas Juruh (?-1588; chết 1604) [con trai]

### Các vua củaPajang
- Jaka Tingkir (khoảng: 1549-1587)
- Pangeran Benawa I (1588-1589) [con trai]
- Pangeran Benawa II (1591-1618) [con trai]
- Pajang bị sáp nhập vào Mataram

### Các vua của Giri (Gresik)
- Prabhu Satmata (1485-1506)
- Sunan Dalem (1506-1545/46) [con trai]
- Sunan Seda Margi (1545/46-1548) [con trai]
- Sunan Prapen (1548-1605) [anh]
- Panembahan Kawis Gua (1605-1621) [con trai]
- Panembahan Agung (1621-1626) [con trai]
- Panembahan Mas Witana (1626-1680) [con trai]
- Giri bị Mataram và Công ty Đông Ấn Hà Lan thôn tính.

### Các vua củaSurabaya
- Kyai Sinuhun Ngampeldenta (Pangeran Rakhman) (khoảng: 1500)
- Pecat Tanda Terung (Pate Bubat?) (toàn thịnh: 1513?)
- Pangeran Tundungmusuh [con trai]
- Pangeran Lena [con trai]
- Pangeran Jebuk [con trai]
- Pangeran Wanakrama (Wiryakrama?) (cuối thế kỷ 16) [con trai]
- Panembahan Rama [con trai]
- Pangeran Surabaya [con trai]
- Pangeran Sunjaya [anh]
- Raden Jayalengkara (?-1625; chết 1630)
- Surabaya bị Mataram xâm lược.

### Các vua củaPasuruan
- Menak Sepetak (toàn thịnh: 1513) [con trai của Patih Udara của Majapahit]
- Adipati Dengkol [con trai]
- Adipati Pekik (?-1614) [con trai của vua Surabaya]
- Ki Gede Kapulungan (nhiếp chính 1614?-1616/17)
- Pasuruan bị Hồi quốc Mataram xâm lược vào năm 1616 hoặc 1617
- Surapati, Wiranegara I (1686-1706)
- Wiranegara II (1706-1707) [con trai]
- Pasuruan bị Công ty Đông Ấn Hà Lan xâm lược

### Các vua củaTuban
- Kyai Arya Papringan
- Raden Arya Rangga Lawe (khoảng: 1300) [cháu nội]
- Sira Lawe [con trai]
- Raden Arya Sira Weneng [con trai]
- Sira Lena [con trai]
- Raden Arya Dikara [con trai]
- Arya Teja [son-in-law]
- Raden Arya Wilatikta (Pate Vira) (toàn thịnh: 1513) [con trai]
- Kyai Arya Ngrasena [cháu rể]
- Kyai Arya Gegelang [con trai]
- Kyai Arya Batubang [con trai]
- Pangeran Arya Balewot [con trai]
- Pangeran Sekar Tanjung [con trai]
- Pangeran Ngangsar [anh]
- Pangeran Arya Pamalad (toàn thịnh: khoảng 1587) [con trai của Pangeran Sekar Tanjung]
- Arya Salempe [anh]
- Pangeran Dalem (?-1619) [con trai của Pangeran Arya Pamalad]
- Tuban bị Mataram xâm lược

### Các vua củaCirebon
- Sunan Gunung Jati (Faletehan) (1527-1570)
- Panembahan Ratu (khoảng: 1570-1650) [chắt nội]
- Pangeran Giri Laya (khoảng: 1650-1662) [cháu nội]
- Cirebon chia thành các dòng họ Kraton Kasepuhan, Kraton Kanoman và Panembahan Cirebon

### Các vua của Cirebon,Kraton Kasepuhan
- Hồi vương Sepuh I Syamsuddin (1662-1697) [con trai của Pangeran Giri Laya]
- Hồi vương Sepuh II Jamaluddin (1697-1723) [con trai]
- Hồi vương Sepuh III Muhammad Zainuddin (1723-1753) [con trai]
- Hồi vương Sepuh IV Muhammad Zainuddin (1753-1773) [con trai]
- Hồi vương Sepuh V Sapiuddin (1773-1786) [con trai]
- Hồi vương Sepuh VI (1786-1791) [anh]
- Hồi vương Sepuh VII Joharuddin (1791-1816) [con trai]
- Hồi vương Sepuh VIII Syamsuddin (1816-1819; titular Hồi vương 1819-1843) (anh)
- Titular Hồi vươngs of Kraton Kasepuhan since 1819
- Hồi vương Sepuh IX Raja Syamsuddin (1843-1853) [con trai]
- Hồi vương Sepuh Raja Dipati Satria (1853-1875) [con trai]
- Pangeran Jayawikarta (nhiếp chính-Hồi vương 1875-1880) [anh]
- Hồi vương Sepuh X Raja Atmaja (1880-1885) [anh]
- Hồi vương Sepuh XI Raja Aluda Tajularifin (1885-1942) [con trai]
- Hồi vương Sepuh XII Raja Rajaningrat (1942-1969) [con trai]
- Hồi vương Sepuh XIII Pangeran Raja Adipati Maulana Pakuningrat (1969-2010) [con trai]
- Hồi vương Sepuh XIV Arif Natiningrat (2010-) [con trai]

### Các vua của Cirebon,Kraton Kanoman
- Hồi vương Anom I Badruddin (1662-1703) [con trai của Pangeran Giri Laya]
- Hồi vương Anom II (1703-1706) [con trai]
- Hồi vương Anom III Muhammad Alimuddin (1719-1732) [con trai]
- Hồi vương Anom IV Khairuddin (1744-1797) [con trai]
- Hồi vương Anom V Imanuddin (1797-1807) [con trai]
- Hồi vương Anom VI Muhammad Kamaruddin (1807-1819; titular Hồi vương 1819-1851) [con trai]
- Titular Hồi vươngs of Kraton Kanoman since 1819
- Hồi vương Anom VII Muhammad Kamaruddin (1851-1871) [con trai]
- Pangeran Raja Kaprabon (nhiếp chính-Hồi vương 1871-1879) [anh]
- Hồi vương Anom VIII Raja Dulkarnain (1879-1934) [con trai của Hồi vương Anom VII]
- Hồi vương Anom IX Nurbuat (1934-1935) [con trai]
- Hồi vương Anom X Muhammad Nurus (1935-1989) [con trai]
- Hồi vương Anom XI Muhammad Jalaluddin (1989-2002) [con trai]
- Muhammad Saladin (2002) [con trai]
- Raja Muhammad Emiruddin (2003-) [anh]

### Các vua của Cirebon, dòng họ Panembahan
- Panembahan Cirebon I Muhammad Nasruddin (1662-1714) [con trai của Pangeran Giri Laya]
- Panembahan Cirebon II Muhammad Muhyiddin (1725-1731) [con trai]
- Panembahan Cirebon III Muhammad Tair Yarini Sabirin (1752-1773) [con trai]

### Các vua của Cirebon, Kraton Kacirebonan
- Pangeran Arya Cirebon, Kamaruddin (1697-1723) [con trai của Hồi vương Sepuh I]
- Hồi vương Cirebon I Muhammad Akbaruddin (1723-1734) [con trai]
- Hồi vương Cirebon II Muhammad Salihuddin (1734-1758) [anh]
- Hồi vương Cirebon III Muhammad Harruddin (1758-1768) [cháu, con anh chị]
- Hồi vương Cirebon IV (1808-1810; chết 1814) [con trai của Hồi vương Anom III]

### Các vua củaBanten
- Hasanuddin (khoảng: 1552-1570) [con trai của Sunan Gunungjati]
- Maulana Yusup (khoảng: 1570-1580) [con trai]
- Maulana Muhammad (khoảng: 1580-1596) [con trai]
- Hồi vương Abdul Qadir (1596-1651) [con trai]
- Hồi vương Abu’lma’ali Ahmad (1638-khoảng 1650) [con trai]
- Hồi vương Ageng Tirtayasa, Abu’l Fatah (1651-1680; chết 1692) [con trai]
- Hồi vương Haji, Abdulkahar (1680-1687) [con trai]
- Abu’lfadhl Muhammad Yahya (1687-1690) [con trai]
- Abu’l Mahasin Muhammad Zainulabidin (1690-1733) [anh]
- Abu’l Fatah Muhammad Syafei (1733-1748; chết 1758) [con trai]
- Ratu Sarifah Fatima (nhiếp chính 1748-1750; chết 1751) [vợ]
- Abu’lma’ali Muhammad Wasi al-Halimin (1750-1753; chết 1760) [anh của Abu’l Fatah]
- Abu Nazar Muhammad Arif Zainal Asyekin (1753-1777) [con trai của Abu’l Fatah]
- Abu’l Mofakhir Muhammad Aliuddin I (1777-1802) [con trai]
- Abu’l Fath Muhammad Muhyuddin (1802-1805) [anh]
- Abu Nazar Muhammad Isyak (1805-1808; chết 1842) [con trai của Abu’l Mofakhir]
- Abu’l Mofakhir Muhammad Aliuddin II (1808-1810; chết 1849) [anh]
- Muhammad Tsafiuddin (1810-1811) [con trai của Abu’l Fath]
- Pangeran Ahmad (nhiếp chính 1811-1813)
- Muhammad Muhyuddin (nhiếp chính 1813-1816)
- Muhammad Rafiuddin (1816-1832; chết 1900) [con trai của Muhammad Tsafiuddin]
- Banten rơi vào ách thống trị của Hà Lan

### Các vua củaMataram
- Kyai Gede Pamanahan (1558?-1584?)
- Panembahan Senapati Ingalaga (1584?-1601?) [con trai]
- Panembahan Seda ing Krapyak (1601-1613) [con trai]
- Hồi vương Agung (1613-1646) [con trai]
- Amangkurat I (1646-1677) [con trai]
- Amangkurat II (1677-1703) [con trai]
- Amangkurat III (1703-1708; chết 1733) [con trai]
- Pakubuwono I (1704-1719) [chú/bác]
- Amangkurat IV (1719-1726) [con trai]
- Pakubuwono II (1726-1749) [con trai]
- Pakubuwono III (1749-1755; của Surakarta 1755-1788) [con trai]
- Mataram bị chia thành Surakarta và Yogyakarta

### Các vua củaSurakarta
- Pakubuwono III (1755-1788) [con trai của Pakubuwono II của Mataram]
- Pakubuwono IV (1788-1820) [con trai]
- Pakubuwono V (1820-1823) [con trai]
- Pakubuwono VI (1823-1830; chết 1849) [con trai]
- Pakubuwono VII (1830-1858) [chú/bác]
- Pakubuwono VIII (1858-1861) [anh]
- Pakubuwono IX (1861-1893) [con trai của Pakubuwono VI]
- Pakubuwono X (1893-1939) [con trai]
- Pakubuwono XI (1939-1945) [con trai]
- Pakubuwono XII (1945-2004) [con trai]
- Tranh chấp kế vị, 2004-2009
- Pakubuwono XIII (2009-) [con trai]

### Các vua củaYogyakarta
- Hamengkubuwono I (1755-1792) [con trai của Amangkurat IV của Mataram]
- Hamengkubuwono II (1792-1810) [con trai]
- Hamengkubuwono III (1810-1811) [con trai]
- Hamengkubuwono II (lần hai, 1811-1812)
- Hamengkubuwono III (lần hai, 1812-1814)
- Hamengkubuwono IV (1814-1822) [con trai]
- Hamengkubuwono V (1822-1826) [con trai]
- Hamengkubuwono II (lần ba, 1826-1828)
- Hamengkubuwono V (lần hai, 1828-1855)
- Hamengkubuwono VI (1855 -1877) [anh]
- Hamengkubuwono VII (1877-1921) [con trai]
- Hamengkubuwono VIII (1921-1939) [con trai]
- Hamengkubuwono IX (1939-1988) [con trai]
- Hamengkubuwono X (1988-) [con trai]

### Các vua củaMangkunegaran
- Mangkunegara I (1757-1795) [cháu nội của Amangkurat IV của Mataram]
- Mangkunegara II (1795-1835) [cháu nội]
- Mangkunegara III (1835-1853) [cháu nội]
- Mangkunegara IV (1853-1881) [anh em họ]
- Mangkunegara V (1881-1896) [con trai]
- Mangkunegara VI (1896-1916; chết 1928) [anh]
- Mangkunegara VII (1916-1944) [con trai của Mangkunegara V]
- Mangkunegara VIII (1944-1987) [con trai]
- Mangkunegara IX (1987-) [con trai]

### Các vua củaPakualaman
- Pakualam I (1812-1829) [con trai của Hamengkubuwono I of Yogyakarta]
- Pakualam II (1829-1858) [con trai]
- Pakualam III (1858-1864) [con trai]
- Pakualam IV (1864-1878) [cháu, con anh chị]
- Pakualam V (1878-1900) [chú/bác]
- Pakualam VI (1901-1902) [con trai]
- Pakualam VII (1906-1937) [con trai]
- Pakualam VIII (1937-1998) [con trai]
- Pakualam IX (1999-) [con trai]

### Các vua của Kalibawang
- Mangkudiningrat (1831) [cháu nội của Hamengkubuwono II của Yogyakarta]
- Pangeran Adipati Natapraja (1831-1853) [anh]
- Bị sáp nhập vào Yogyakarta

### Vua của Nangulan
- Pangeran Prabu Adiningrat (1831-1833)
- Rơi vào ách đô hộ của Hà Lan

### Các vua củaMadura
- Raden Lembu Peteng
- Arya Menger [con trai]
- Arya Pratikel [con trai]
- Arya Pojok [con rể]
- Ki Demung [con trai]
- Ki Pragalba (?-1531) [con trai]
- Raden Pratanu (1531-1592/96) [con trai]
- Raden Kara (1592/6-1621) [con trai]
- Pangeran Mas (1621-1624) [anh]
- Cakraningrat I (1624-1648) [con trai]
- Raden Demang Malaya Kusuma (nhiếp chính (?) 1648-1656) [anh]
- Cakraningrat II (1648-1707) [con trai của Cakraningrat I]
- Cakraningrat III (1707-1718) [con trai]
- Cakraningrat IV (1718-1745) [anh]
- Cakraningrat V (1745-1770) [con trai]
- Cakraningrat VI (1770-1780) [con trai]
- Cakraningrat VII (1780-1815) [anh]
- Cakraningrat VIII (1815-1847) [con trai]
- Cakraningrat IX (1847-1862) [con trai của Cakraningrat VI]
- Cakraningrat X (1862-1882) [con trai]
- Cakraningrat XI (1882-1885, của Bangkalan 1885-1905) [con trai của Cakraningrat VIII]
- Nhiếp chính của Bangkalan 1885-1957
- Suryanegara (1905-1918) [con trai]
- Cakraningrat XII (1918-1945) [anh]
- Muhammad Aziz Cakraningrat XIII (1948-1956) [con trai]
- R. A. Muhammad Ruslan (1956-1957) [anh]

### Các vua củaSumenep
- Raden Tumenggung Kanduruwan (?-1579)
- Pangeran Ellor I (khoảng: 1579-?) [con trai]
- Pangeran Wetan (khoảng: 1600) [anh]
- Pangeran Ellor II (?-1624) [con trai]
- Kyai Mas Anggadipa (1624-?)
- Arya Yang Pati (?-1671)
- Yudanegara (1671-1684) [cháu nội của Pangeran Ellor II]
- Pulang Jiwa (1684-1702) [con rể]
- Cakranegara I (1702-1705) [con rể]
- Suderma (1705-1707) [cháu nội của Yudanegara]
- Cakranegara II (1707-1737) [con trai của Cakranegara I]
- Cakranegara III (1737-1750) [cháu, con anh chị]
- Bendara Saud (1750-1767) [con rể của Cakranegara I]
- Tirtanegara (1767-1811) [con trai]
- Natadiningrat (nhiếp chính 1804-1810) [con trai]
- Sultan Paku Nataningrat (1811-1854) [anh]
- Natakusuma (1854-1879) [con trai]
- Pangeran Pakunataningrat (nhiếp chính 1883-1901) [anh]
- Pangeran Arya Prataming Kusuma (nhiếp chính 1901-1926) [con trai]
- Tumenggung Arya Prabuwinata (nhiếp chính 1926-1929) [con trai]

### Các vua củaPamekasan
- Adikara I (1685-1708) [con rể của Yudanegara của Sumanep]
- Adikara II (1708-1737) [con trai]
- Adikara III (1737-1743) [anh]
- Panembahan Mangku Adiningrat (1804-1842) [con trai của Cakraningrat VII của Madura]
- Pangeran Aria Suriokusumo (1842-1853) [cháu nội]
- Rơi vào ách đô hộ của Hà Lan